# Naciągacze (film 1990)
Naciągacze (ang. The Grifters, 1990) – amerykański thriller kryminalny w reżyserii Stephena Frearsa. Adaptacja powieści autorstwa Jima Thompsona. Film otrzymał cztery nominacje do Oscara.

## Opis fabuły
20-letni Roy Dillon (John Cusack), drobny oszust, zakochuje się w Myrze (Annette Bening). Nie wie, że dziewczyna, podobnie jak on, specjalizuje się w niewielkich przekrętach. Nie wie również, że jego matka Lilly (Anjelica Huston) jest wytrawną złodziejką na usługach mafii. Wkrótce obie kobiety zapragną wykorzystać Roya do własnych interesów.

## Obsada
- Anjelica Huston − Lilly Dillon
- John Cusack − Roy Dillon
- Annette Bening − Myra Langtry
- Pat Hingle – Bobo Justus
- Stephen Tobolowsky − jubiler
- Jimmy Noonan − barman
- Richard Holden − gliniarz
- Henry Jones − Simms
- Michael Laskin − Irv
- J.T. Walsh – Cole

i inni

## Nagrody i nominacje
Oscary za rok 1990
- Najlepsza reżyseria – Stephen Frears (nominacja)
- Najlepszy scenariusz adaptowany – Donald E. Westlake (nominacja)
- Najlepsza aktorka – Anjelica Huston (nominacja)
- Najlepsza aktorka drugoplanowa – Annette Bening (nominacja)

Złote Globy 1990
- Najlepsza aktorka dramatyczna – Anjelica Huston (nominacja)

Nagrody BAFTA 1991
- Najlepsza aktorka drugoplanowa – Annette Bening (nominacja)